# Megalopsalis serritarsus
Espèce
Synonymes
- Macropsalis serritarsus Sørensen, 1886

Megalopsalis serritarsus est une espèce d'opilions eupnois de la famille des Neopilionidae.

## Distribution
Cette espèce est endémique de Nouvelle-Galles du Sud en Australie. Elle se rencontre vers Sydney, Blackheath et la baie de Jervis.

## Description
Les mâles mesurent de 2,97 à 4,15 mm et la femelles 5,44 mm.

## Systématique et taxinomie
Cette espèce a été décrite sous le protonyme Macropsalis serritarsus par Sørensen en 1886. Le nom Macropsalis Sørensen, 1886 étant préoccupé par Macropsalis Sclater, 1866, il est remplacé par Megalopsalis par Roewer en 1923.

## Publication originale
- Sørensen, 1886 : « Opiliones. » Die Arachniden Australiens, Bauer & Raspe, Nurnberg, p. 53–86 (texte intégral).